# Estiva Gerbi
Estiva Gerbi è un comune del Brasile nello Stato di San Paolo, parte della mesoregione di Campinas e della microregione di Mogi Mirim.